# Notomabuya frenata
Notomabuya frenata is een hagedis uit de familie skinken (Scincidae).

## Naam en indeling
De wetenschappelijke naam van de soort werd voor het eerst voorgesteld door Edward Drinker Cope in 1862. De skink behoorde lange tijd tot andere geslachten, zoals Eumeces en Mabuya, waardoor de verouderde wetenschappelijke namen soms in de literatuur wordt gebruikt.
Het is tegenwoordig de enige soort uit het monotypische geslacht Notomabuya.
De soortaanduiding frenata betekent vrij vertaald 'beteugeld' en slaat op de donkere lengtestrepen.

## Uiterlijke kenmerken
De lichaamslengte exclusief de staart bedraagt maximaal 9,1 centimeter. De staart is langer dan het lichaam. Bij bedreiging werpt de hagedis zijn staart af om aan een vijand te ontsnappen. De staart groeit later weer aan, dit wordt wel caudale autotomie genoemd. De lichaamskleur is bruin met donkere lengtestrepen aan de flanken. De skink is van veel verwante soorten te onderscheiden door de lichte kleur van de handpalmen en voetzolen die bij andere soorten juist donker van kleur zijn.

## Verspreidingsgebied
De soort komt voor in delen van Zuid-Amerika en leeft in de landen Argentinië, Bolivia, Brazilië en Paraguay.